# Paul Martens (rechter)
Paul Martens (Luik, 29 maart 1940) is een Belgisch emeritus magistraat en rechtsgeleerde.

## Levensloop
Paul Martens promoveerde in 1963 tot doctor in de rechten aan de Université de Liège. Vervolgens werd hij advocaat aan de balie te Luik, wat hij bleef tot 1981. Van 1981 tot 1985 was hij rechter in de rechtbank van koophandel in Luik en van 1985 tot 1990 staatsraad. Op 24 december 1990 werd hij tot rechter in het Arbitragehof (vanaf 2007 Grondwettelijk Hof genoemd), waar hij op 18 augustus 2009 tot voorzitter van de Franse taalgroep werd benoemd. Hij ging met emeritaat op 29 maart 2010.
Hij was tevens docent rechtstheorie en hedendaags juridisch denken aan de Université de Liège van 1999 tot 2005 en docent rechtssociologie aan de Université libre de Bruxelles van 1997 tot 2005. Ook was hij gastdocent aan de Université de Paris XII van 2003-2005. In 2006 ontving hij een eredoctoraat van de Faculté de droit in Limoges.